# Ostrów Lednicki

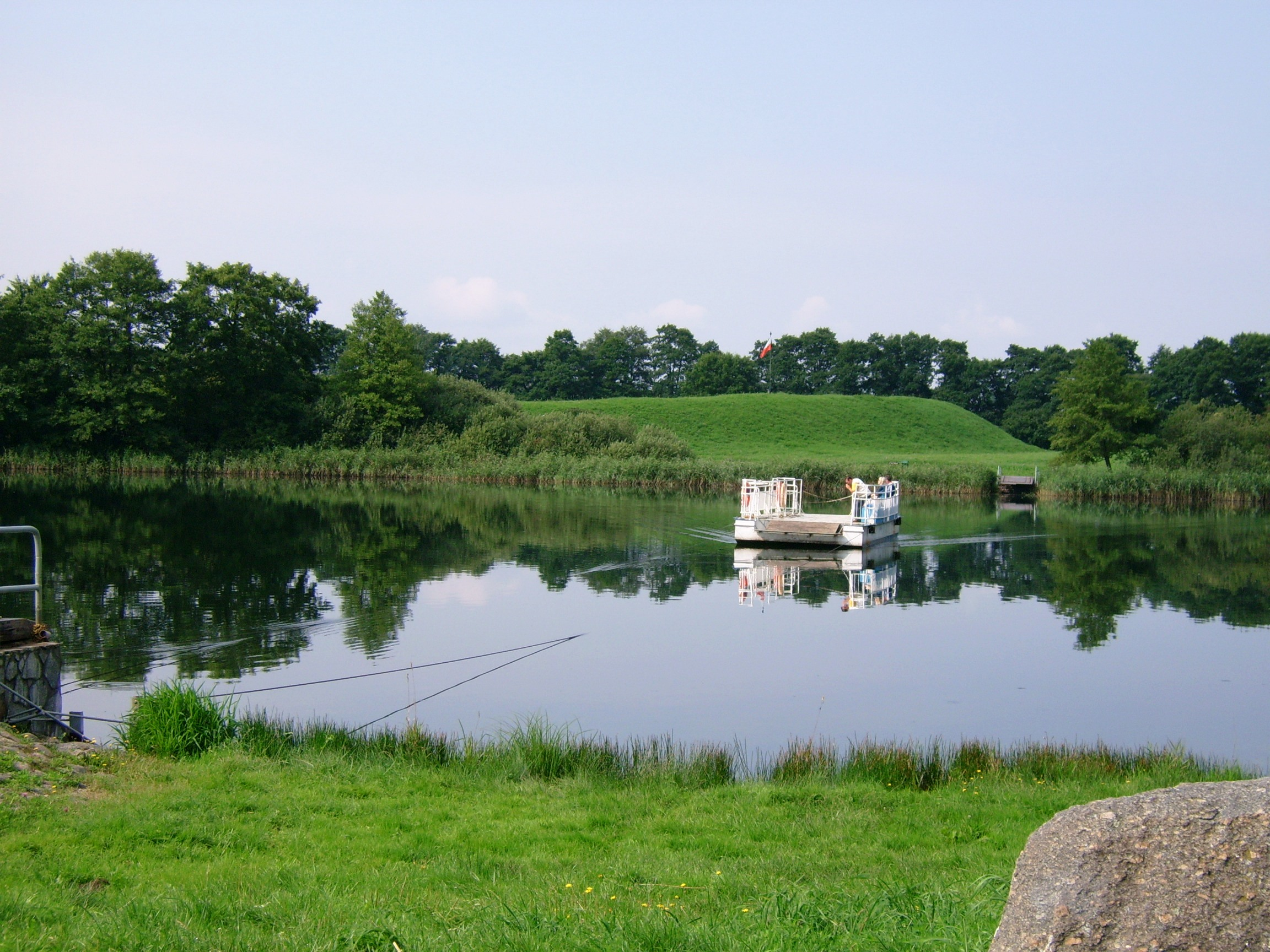

Ostrów Lednicki ist eine Insel im Lednica-See im westlichen Zentralpolen.
Auf ihr befand sich eine der wichtigsten Burgen der frühen polnischen Piasten. Auf ihr fand möglicherweise die Taufe des Piastenherrschers Mieszko I. (* um 945; † 992) statt, die Ausgangspunkt der Christianisierung Polens wurde.

## Geographie
Die Insel liegt im Lednica-See in der Großpolnischen Seenplatte.

Eine alte Handelsstraße von Magdeburg nach Kiew führte zwischen Posen und Gnesen direkt am See entlang.
Die Insel ist ca. 7,5 ha groß und gehört heute zur Gmina Łubowo im Powiat Gnesen in der Woiwodschaft Großpolen.

## Geschichte

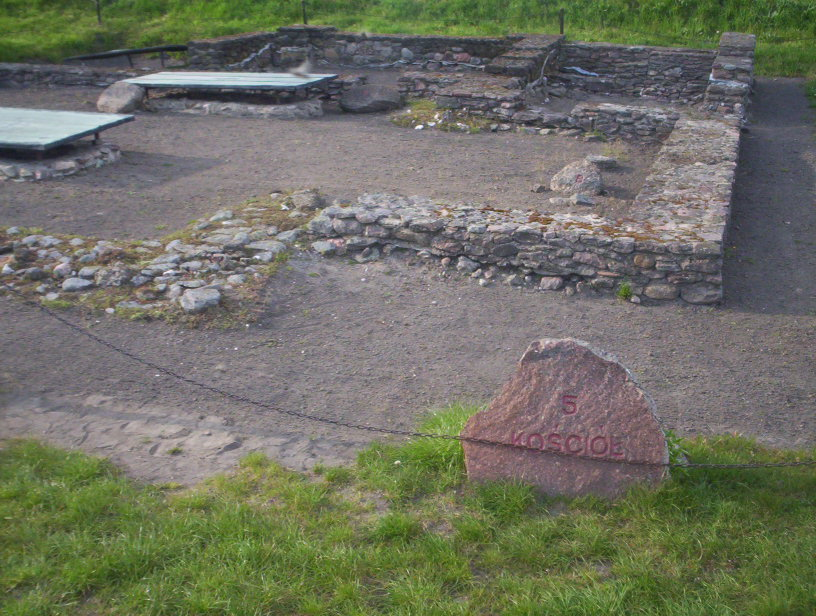
Grundmauern der Kirche

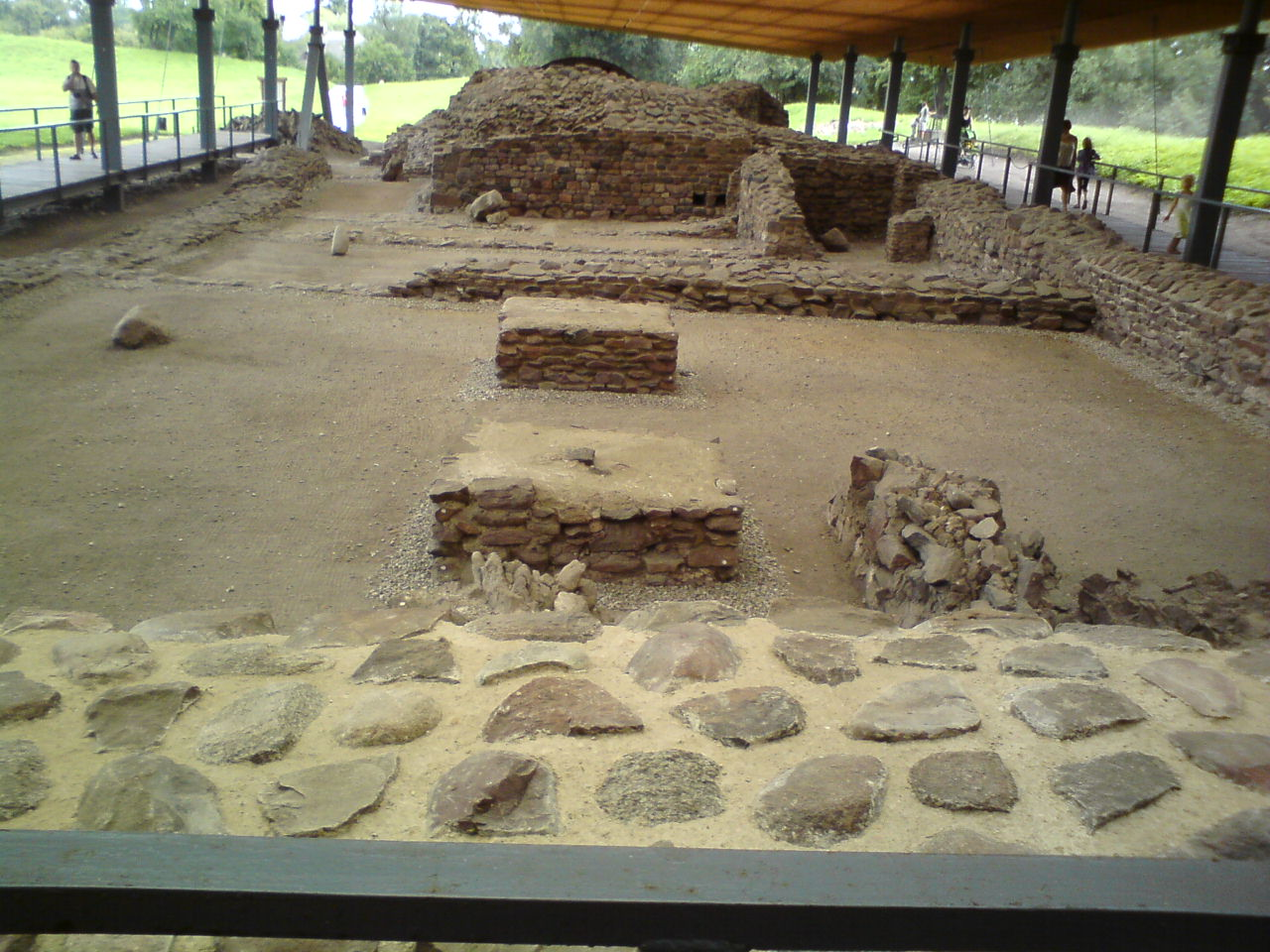
Reste des Palas

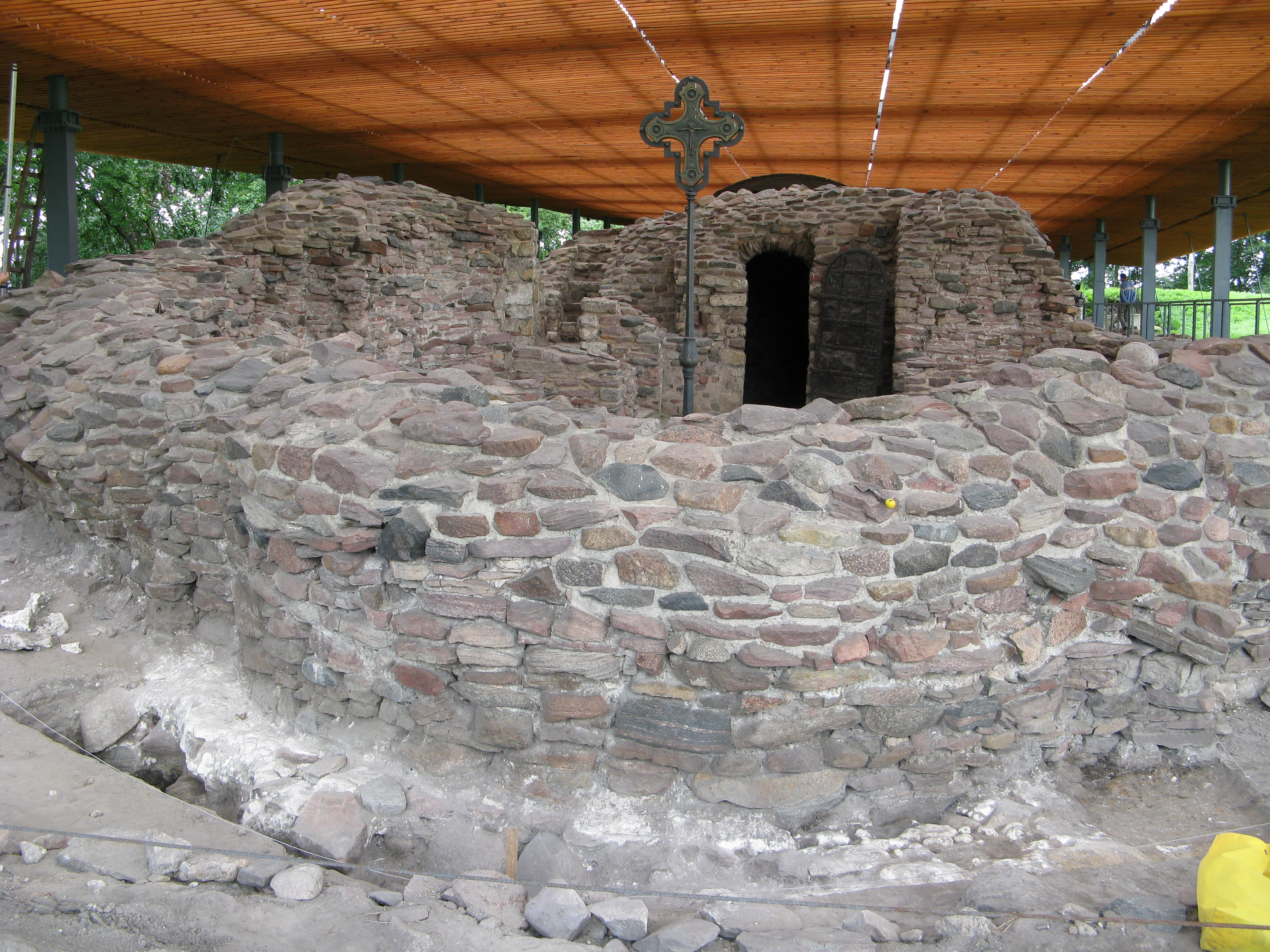
Reste von Palas und der Kapelle

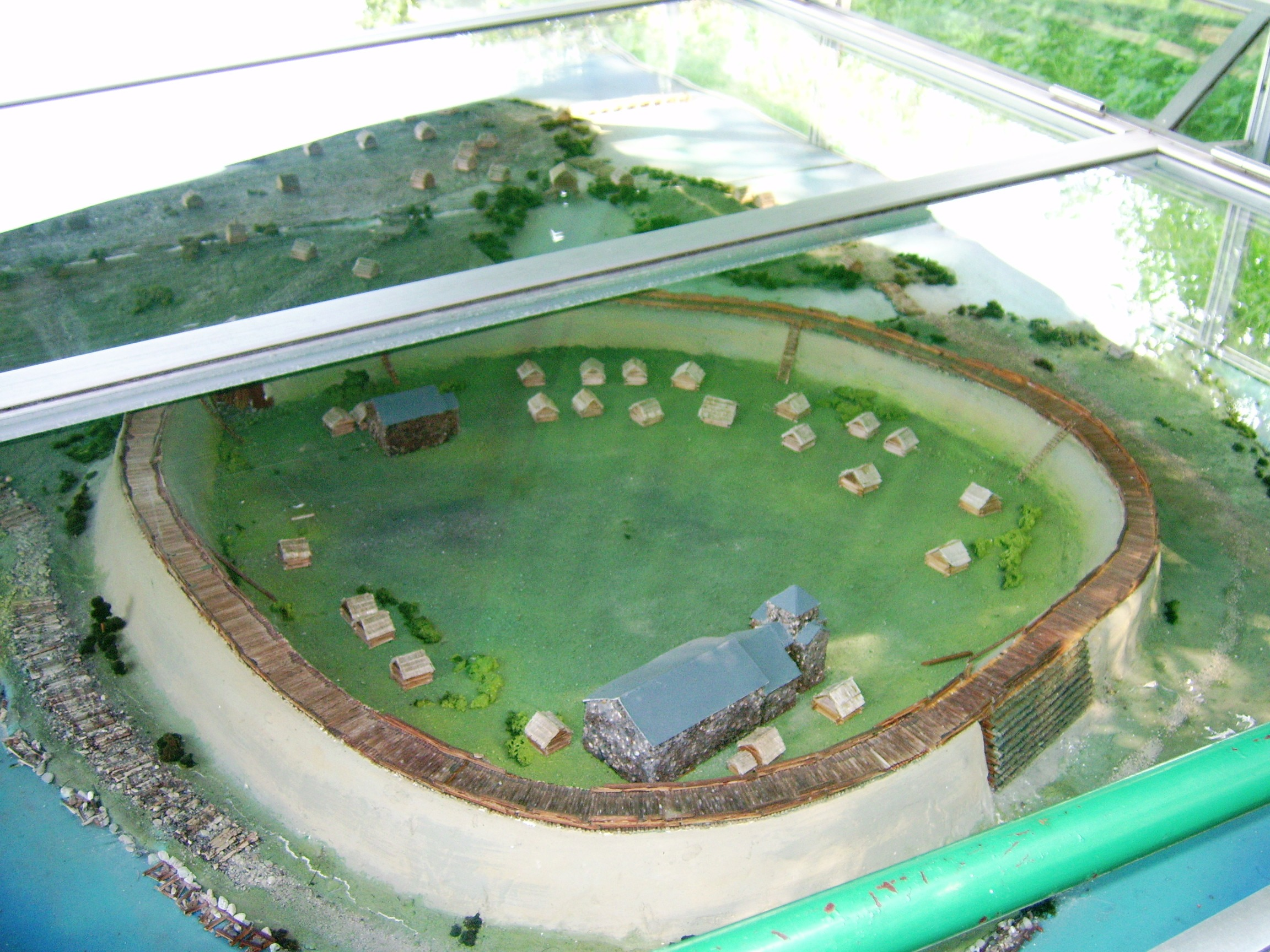
Modell der Burg

Die Insel war schon in der Jungsteinzeit bewohnt.
Bei umfangreichen Ausgrabungen wurde im Norden der Insel ein slawischer Burgwall mit einem Umfang von insgesamt 500 Metern freigelegt.
Dendrodaten ergaben ein Datum von 963 bzw. 964 für beim Bau der Burg verwendete Hölzer. Es wird daher damit gerechnet, dass die Burg Anfang der 960er Jahre errichtet wurde, gerade zu jener Zeit, als Mieszko I. der historischen Überlieferung zufolge in Erscheinung tritt (965 Heirat, 966 Taufe, 968 Errichtung des Bistums Posen).
Im Süden der Anlage konnten Reste eines steinernen Palas mit Kapelle sowie im Norden Reste einer steinernen Kirche geborgen werden. Die Kapelle enthält ein Baptisterium, d. h. ein steinernes Taufbecken, das 1,8 × 4,6 m groß ist.
Die Existenz eines Baptisteriums deutet auf eine zentrale Rolle der Burg für die Taufe der Bevölkerung in jener Zeit.
Die Bauzeit des Palas wird in die Zeit zwischen ca. 865 bis spätestens 885 eingeschätzt. Palatium und Kapelle gelten als die ältesten bekannten steinernen Bauwerke auf dem Territorium des heutigen Polen.
1038 wird die Burg beim Einfall böhmischer Truppen wie auch Gnesen und andere Orte Großpolens schwer beschädigt. Es wird ein neuer Erde-Holz-Wall errichtet.
Die Burg spielt vom 10. bis 12. Jahrhundert offensichtlich eine herausragende Rolle für die polnischen Herzöge und Könige.
Erst 1136 wird die Insel erstmals erwähnt in einer Urkunde von Papst Innozenz II.
1854 erwarb der königlich-preußische Kammerherr Graf Albin Belina-Wesierski die Insel vom preußischen Staat und engagierte sich sehr für den Erhalt und die Pflege der Anlage.

## Palatium

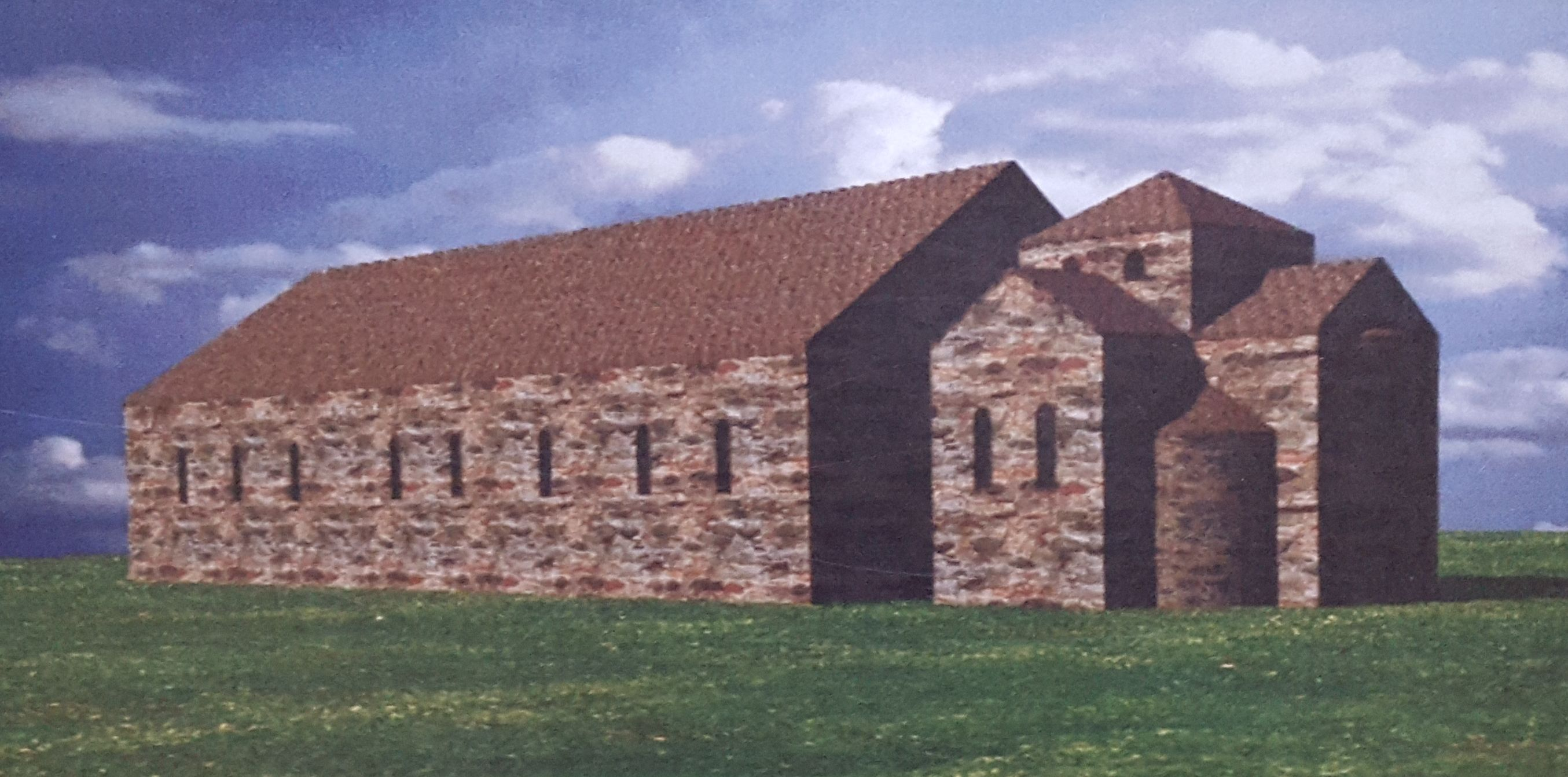
Palatium

Mit dem Bau des Palatium wurde zwischen 936 und 985 begonnen. Es bestand aus Wohnräumen, einem Repräsentationssaal sowie einer Kapelle. Das Palatium war eine der ersten Steinbauten in Polen. Baumeister waren mit großer Wahrscheinlichkeit Maurer aus dem Heiligen Römischen Reich. Das Palatium wurde nach seiner Fertigstellung noch zweimal ausgebaut. Mit dem Einfall des böhmischen Herzogs wurde das Palatium um 1039 zerstört. Ein Wiederaufbau erfolgte nicht mehr, da sich das Machtzentrum in Polen 1040 auf den Wawel in Krakau verlagerte, der bei dem Einfall von 1039 nicht zerstört worden ist.

## Muzeum Pierwszych Piastów
Auf dem Gelände befindet sich seit 1969 das „Museum der ersten Piasten“ (Muzeum Pierwszych Piastów), das seit 1994 als „Historisches Denkmal“ gilt.